# Ньилаши, Тибор
Ти́бор Ньи́лаши (венг. Nyilasi Tibor; род. 18 января 1955, Варпалота, Венгрия) — венгерский футболист, нападающий и полузащитник, после завершения карьеры игрока — футбольный тренер. Участник чемпионата мира 1978 года, капитан сборной Венгрии на чемпионате мира 1982 года.

## Карьера

### Клубная
Тибор Ньилаши начал заниматься футболом в 1966 году в клубе пионерской организации, в 1970 году был приглашён в молодёжную команду «Ференцвароша». В первой команде дебютировал 14 мая 1973 года, но за 2 первых сезона сыграл только в 3 матчах. Основным полузащитником стал в сезоне 1974/75, когда Ньилаши вместе с «Ференцварошем» дошёл до финала Кубка кубков, в котором венгерский клуб уступил киевскому «Динамо». Удачным выдался для Тибора и его команды и сезон 1975/76, в котором «Ференцварош» после восьмилетнего перерыва стал чемпионом Венгрии.
В декабре 1979 года Ньилаши, к тому времени уже капитан «Ференцвароша», объявил о завершении карьеры в связи с травмой, полученной за 3 года до этого. Вскоре он изменил своё решение и вернулся в большой футбол. В сезоне 1980/81 Тибор Ньилаши забил 30 мячей и, по мнению ряда спортивных обозревателей, мог получить «Золотую бутсу», но болгарин Георгий Славков, отстававший от Тибора на 3 гола, в последнем туре чемпионата Болгарии забил 4 мяча и в итоге опередил Ньилаши. Голы Ньилаши помогли «Фради» выиграть очередное чемпионское звание, а сам Тибор был признан лучшим футболистом 1981 года в Венгрии. Всего за «Ференцварош» Ньилаши выступал 10 лет, сыграл в 243 матчах и забил 132 гола в чемпионате Венгрии.
Летом 1983 года Тибор Ньилаши с разрешения Федерации футбола Венгрии перешёл в австрийский клуб «Аустрия» из Вены и первом же сезоне стал чемпионом Австрии и лучшим бомбардиром чемпионата. Выиграв в составе «Аустрии» ещё 2 чемпионства и 1 раз — кубок страны, Тибор Ньилаши завершил карьеру в 1988 году. Всего за венскую «Аустрию» Ньилаши провёл 155 официальных матчей, в которых забил 111 мячей, в чемпионате — 120 матчей, 81 мяч.

### В сборной
Тибор Ньилаши впервые вышел на поле в составе сборной Венгрии 10 августа 1975 года в товарищеском матче против сборной Ирана в Тегеране. А в первом же своём официальном матче, который состоялся 24 сентября в рамках отборочного турнира чемпионата Европы 1976 года, Ньилаши забил первый гол за сборную. Соперником венгров была сборная Австрии, которая, в отличие от венгерской команды, ещё не потеряла на тот момент шансов на попадание в четвертьфинал. Тем не менее, хозяева поля добились победы со счётом 2:1, Ньилаши открыл счёт на 2-й минуте. Венгерской сборной оставалось сыграть ещё один домашний квалификационный матч, 19 октября против сборной Люксембурга. Ньилаши забил в этой встрече 5 мячей, а сборная Венгрии добилась крупной победы — 8:1.
В период отборочного турнира чемпионата мира 1978 года Ньилаши уже считался безоговорочно основным игроком сборной. Соперниками венгерской команды по квалификационной группе были сборные Советского Союза и Греции, ключевым стал матч между сборными Венгрии и СССР 30 апреля 1977 года в Будапеште. Несмотря на бдительную опеку со стороны советских футболистов, Ньилаши на 44-й минуте забил первый мяч, в итоге же венгры выиграли со счётом 2:1. Венгерская сборная затем одолела Боливию (Ньилаши забил один из голов в первом матче) и попала в финальный турнир. По итогам 1977 года Тибор Ньилаши стал одним из лучших бомбардиров сборной Венгрии, забив 7 мячей, столько же было на счету Андраша Тёрёчика. В Аргентине венгры попали в «группу смерти»: их соперниками были сильные сборные Италии и Франции, а также хозяева чемпионата — сборная Аргентины. Тибор Ньилаши принял участие в двух матчах, во встрече с аргентинцами он и Тёрёчик были удалены с поля за грубую игру.
Ньилаши оставался лидером венгерской сборной и через 4 года. На чемпионате мира 1982 года Тибор Ньилаши был капитаном команды, принял участие во всех трёх её матчах. Забил на турнире 2 мяча — оба в ворота сборной Сальвадора, венгры победили в том матче 10:1 и установили рекорд результативности чемпионатов мира. Ньилаши также регулярно играл за сборную в отборочных циклах чемпионата Европы 1984 года и чемпионата мира 1986 года. Незадолго до старта финального турнира чемпионата мира в Мексике Ньилаши получил травму, но пытался успеть восстановиться. О том, что Ньилаши всё же не сможет принять участие на чемпионате стало известно в самый последний момент. Новым капитаном венгерской команды был выбран Анталь Надь, он же получил и номер «8», под которым Ньилаши играл на двух предыдущих турнирах.
Всего за сборную Венгрии с 1975 по 1985 год Тибор Ньилаши провёл 70 матчей и забил 32 гола. В 26 матчах был капитаном национальной команды.
18 августа 1981 года сыграл за сборную Европы в матче, посвящённом 80-летию чехословацкого футбола. Встреча завершилась убедительной победой сборной Чехословакии со счётом 4:0.

### Тренерская
После завершения игровой карьеры, Ньилаши с 1990 по 1994 год возглавлял «Ференцварош», трижды выиграл с клубом кубок Венгрии, а в сезоне 1991/92 привёл «Фради» к победе в чемпионате. Второй раз работал с «Ференцварошем» в сезоне 1997/98, команда заняла второе место.
С 2002 по 2007 год Ньилаши работал в Венгерской футбольной федерации.

## Достижения

### В качестве игрока

#### Командные
- Чемпион Венгрии (2): 1975/76, 1980/81
- Обладатель Кубка Венгрии (3): 1973/74, 1975/76, 1977/78
- Чемпион Австрии (3): 1983/84, 1984/85, 1985/86
- Обладатель Кубка Австрии: 1985/86
- Финалист Кубка обладателей кубков УЕФА: 1974/75

#### Личные
- Футболист года в Венгрии: 1981
- Лучший бомбардир чемпионата Венгрии: 1980/81
- Лучший бомбардир чемпионата Австрии: 1983/84
- Обладатель «Серебряной бутсы»: 1981
- Лучший бомбардир Кубка УЕФА: 1983/84

### В качестве тренера
- Чемпион Венгрии: 1991/92
- Обладатель Кубка Венгрии (3): 1990/91, 1992/93, 1993/94

## Статистика выступлений

### Обзор карьеры
| Команда          | Период           | Официальные матчи | Официальные матчи | Неофициальные матчи | Неофициальные матчи | Итого | Итого |
| Команда          | Период           | Игры              | Голы              | Игры                | Голы                | Игры  | Голы  |
| ---------------- | ---------------- | ----------------- | ----------------- | ------------------- | ------------------- | ----- | ----- |
| Ференцварош      | 1972—1983        | 340               | 192               | 118+                | 109+                | 458+  | 301+  |
| Аустрия (Вена)   | 1983—1988        | 155               | 111               | 63+                 | 71                  | 218+  | 182   |
| Венгрия          | 1975—1985        | 70                | 32                | 50+                 | 48+                 | 120+  | 80+   |
| Венгрия (B)      | 1976             | 1                 | 0                 | 0                   | 0                   | 1     | 0     |
| Прочие           | 1974             | -                 | -                 | 1                   | 0                   | 1     | 0     |
| Всего за карьеру | Всего за карьеру | 566               | 335               | 232+                | 228+                | 798+  | 563+  |

### Клубная карьера
| Клуб             | Сезон            | Лига | Лига | Кубки | Кубки | Еврокубки | Еврокубки | Прочие | Прочие | Итого | Итого | Товарищеские матчи | Товарищеские матчи | Всего | Всего |
| Клуб             | Сезон            | Игры | Голы | Игры  | Голы  | Игры      | Голы      | Игры   | Голы   | Игры  | Голы  | Игры               | Голы               | Игры  | Голы  |
| ---------------- | ---------------- | ---- | ---- | ----- | ----- | --------- | --------- | ------ | ------ | ----- | ----- | ------------------ | ------------------ | ----- | ----- |
| Ференцварош      | 1972/73          | 1    | 0    | 0     | 0     | 0         | 0         | 0      | 0      | 1     | 0     | 1                  | 0                  | 2     | 0     |
| Ференцварош      | 1973/74          | 2    | 0    | 2     | 0     | 0         | 0         | 0      | 0      | 4     | 0     | 7+                 | 2+                 | 11+   | 2+    |
| Ференцварош      | 1974/75          | 25   | 6    | 1     | 1     | 5         | 2         | 6      | 4      | 37    | 13    | 18                 | 21                 | 55    | 34    |
| Ференцварош      | 1975/76          | 28   | 12   | 7     | 6     | 2         | 3         | 10     | 7      | 47    | 28    | 7+                 | 6+                 | 54+   | 34+   |
| Ференцварош      | 1976/77          | 26   | 16   | 5     | 2     | 3         | 4         | 3      | 2      | 37    | 24    | 17                 | 11                 | 54    | 35    |
| Ференцварош      | 1977/78          | 28   | 8    | 8     | 1     | 2         | 0         | 0      | 0      | 38    | 9     | 10+                | 12+                | 48+   | 21+   |
| Ференцварош      | 1978/79          | 29   | 21   | 11    | 8     | 4         | 1         | 12     | 13     | 56    | 43    | 18+                | 28+                | 74+   | 71+   |
| Ференцварош      | 1979/80          | 22   | 12   | 0     | 0     | 2         | 0         | 0      | 0      | 24    | 12    | 10+                | 8+                 | 34+   | 20+   |
| Ференцварош      | 1980/81          | 34   | 30   | 5     | 1     | 0         | 0         | 0      | 0      | 39    | 31    | 8+                 | 4+                 | 47+   | 35+   |
| Ференцварош      | 1981/82          | 25   | 10   | 0     | 0     | 2         | 0         | 0      | 0      | 27    | 10    | 6+                 | 3+                 | 33+   | 13+   |
| Ференцварош      | 1982/83          | 23   | 17   | 3     | 5     | 4         | 0         | 0      | 0      | 30    | 22    | 16+                | 14+                | 46+   | 36+   |
| Ференцварош      | Итого            | 243  | 132  | 42    | 24    | 24        | 10        | 31     | 26     | 340   | 192   | 118+               | 109+               | 458+  | 301+  |
| Аустрия (Вена)   | 1983/84          | 29   | 26   | 7     | 9     | 8         | 9         | 0      | 0      | 44    | 44    | 12                 | 13                 | 56    | 57    |
| Аустрия (Вена)   | 1984/85          | 26   | 17   | 4     | 2     | 6         | 2         | 0      | 0      | 36    | 21    | 18                 | 22                 | 54    | 43    |
| Аустрия (Вена)   | 1985/86          | 20   | 18   | 1     | 2     | 4         | 1         | 0      | 0      | 25    | 21    | 12                 | 18                 | 37    | 39    |
| Аустрия (Вена)   | 1986/87          | 19   | 9    | 1     | 2     | 0         | 0         | 1      | 0      | 21    | 11    | 10                 | 10                 | 31    | 21    |
| Аустрия (Вена)   | 1987/88          | 26   | 11   | 1     | 3     | 2         | 0         | 0      | 0      | 29    | 14    | 11+                | 8                  | 40+   | 22    |
| Аустрия (Вена)   | Итого            | 120  | 81   | 14    | 18    | 20        | 12        | 1      | 0      | 155   | 111   | 63+                | 71                 | 218+  | 182   |
| Всего за карьеру | Всего за карьеру | 363  | 213  | 56    | 42    | 44        | 22        | 32     | 26     | 495   | 303   | 181+               | 180+               | 676+  | 483+  |